# 大今良時
大今良時（日语：／ Ōima Yoshitoki，1989年3月15日—），日本漫畫家。女性。

## 來歷
小學時期喜歡哥哥所購買的高田裕三的漫畫《3×3EYES》和遊戲《超時空之鑰》，並臨摹了該作品中的角色。小學、中學時期皆是在影印紙上繪畫，於高中時期開始使用漫畫原稿紙。高中3年級時，在《週刊少年Magazine》的MGP（Magazine Grand Prix，即漫畫雜誌大獎賽）首次向漫畫社投稿。當時根據少年雜誌的決定，取了具有男性風格的筆名。
2008年，投稿於第80屆週刊少年Magazine新人漫畫獎的短篇《聲之形》獲得入選。同作起初原定在增刊《Magazine SPECIAL》2008年12月號上刊登，但因編輯部內部的反對而延期（詳細原因參見作品項目）。2009年，開始在《別冊少年Magazine》連載冲方丁小說《殼中少女》的改編漫畫，從此正式出道。
2013年，重製短篇《聲之形》刊登在《週刊少年Magazine》2013年12號，並從同年8月7日的《週刊少年Magazine》36·37合併號起進行連載。
2014年，獲得大垣市文化聯盟獎（生活文化部門）。
2015年，獲得第19屆手塚治虫文化獎新生獎及第12屆大垣市民大獎。
2019年，由於與京都動畫的工作人員關係友好，因此為京都動畫縱火案的被害支援繪製了慈善簽繪板，簽繪板的銷售額將作為支援金，透過animate全數捐贈給京都動畫。
同年2019年，《致不滅的你》獲得第43屆講談社漫畫賞少年部門。

## 人物
- 家族構成為母親、姊姊、哥哥。母親是一名手語翻譯者，在《聲之形》中亦描繪了許多是由母親協力完成的手語描寫。此外，姊姊也會作為助手幫忙。姊姊據擔任《聲之形》記者的表示「是一位大美人[原文 1]」[6]。
- 《聲之形》的工作人員為3人。
- 工作中會播放印度音樂及西洋音樂作畫。
- 喜歡西洋畫，亦有在關注印度電影。喜歡的女演員是蜜拉·喬娃維琪，並且很喜歡其露出額頭上髮際線形狀時的面容[6]。

## 作品列表

### 連載
- 殼中少女（原作：冲方丁，《別冊少年Magazine》2009年11月號[7]—2012年6月號，全7冊）
- 聲之形（《週刊少年Magazine》2013年36·37合併號[8]—2014年51號[11]，全7冊）
- 致不滅的你（《週刊少年Magazine》2016年50號[12]—2025年27號[13]，全25冊）

### 短篇
- 聲之形（《別冊少年Magazine》2011年2月號）—入選第80屆週刊少年Magazine新人漫畫獎（日语：週刊少年マガジン新人漫画賞）[4]
  - 聲之形（入選作的重製版。《週刊少年Magazine》2013年12號[8]）
- （《Young Magazine the 3rd（日语：ヤングマガジンサード）》2015年2號）[14]

### 其它
- S-F Magazine（日语：S-Fマガジン）（2012年11月號）—殼中少女 信封（短篇）
- 電視動畫 亞爾斯蘭戰記（第十章片尾插圖）
- 電視動畫 戀愛與謊言（第10話片尾插圖）
- 我不擅於「請用一個詞形容自己」這個問題。（人物原案[15]）
- 我的主题標籤不起眼。（人物原案）

## 腳註